# Bitínia

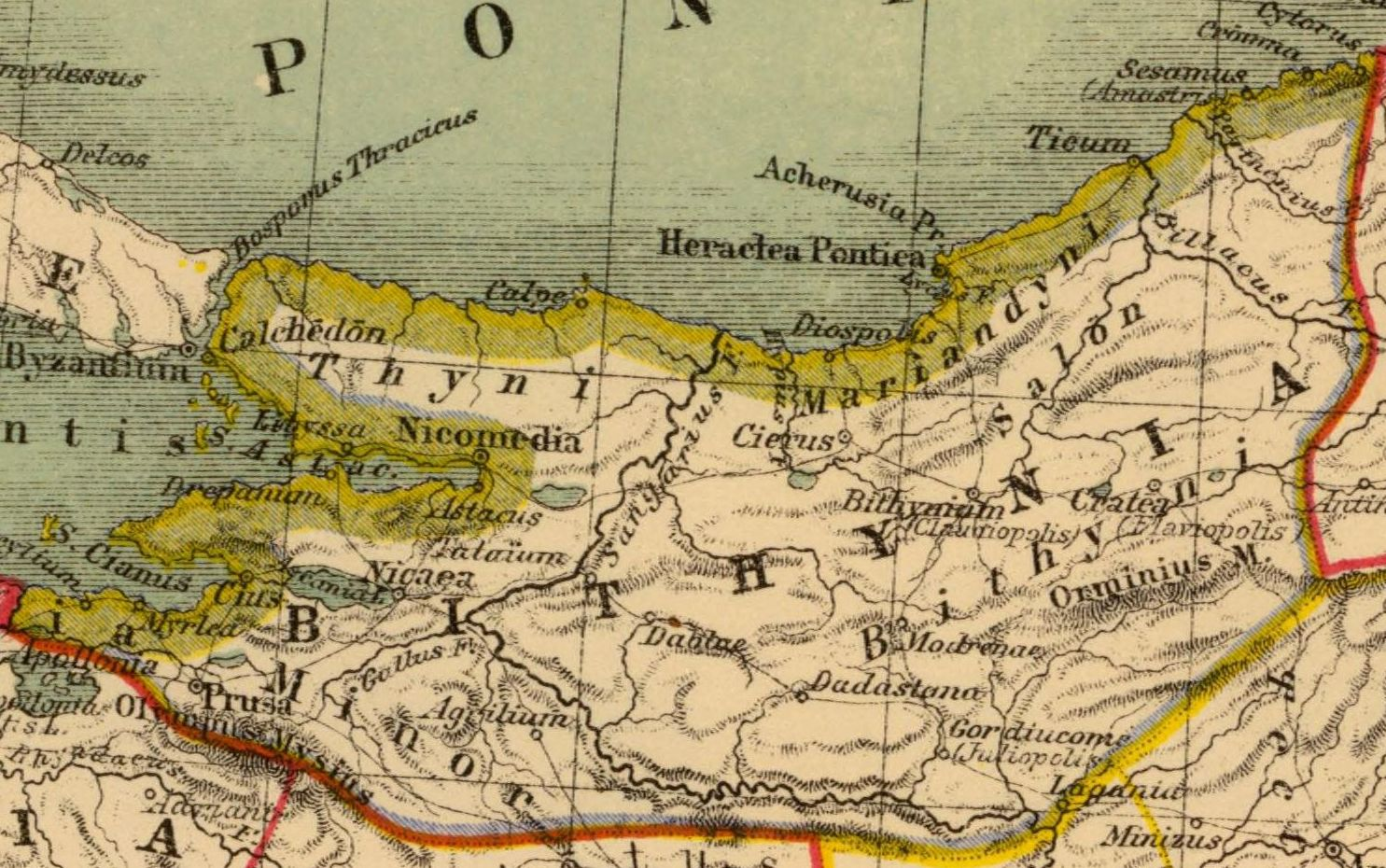
Bitínia num mapa de 1903

Bitínia (em grego: Βιθυνία; em latim: Bithynia; em turco:  Bitinya) é uma antiga região do noroeste da Ásia Menor (Anatólia, na moderna Turquia) na costa do Mar Negro (Euxine).
Diversas importantes cidades estavam localizadas nas férteis margens do Propôntida (que era como o mar de Mármara era chamado na época): Nicomédia, Calcedônia, Cio e Apameia. Ali estava também Niceia, onde se realizou o famoso concílio no qual foi aprovado o Credo de Niceia.

## Geografia

Mapa localizador da província de Bitínia et Pontus no Império Romano.

De acordo com Estrabão, a Bitínia estava limitada a leste pelo rio Sangário, mas a fronteira geralmente citada nas fontes estendia a região até o rio Partênio, que a separava da Paflagônia, incorporando a terra dos mariandinos. A oeste e sudoeste o rio Ríndaco separava-a da Mísia e, ao sul, estavam a Frígia e a Galácia.
A região está coberta de montanhas e florestas, mas tem vales e distritos costeiros de grande fertilidade. A cadeia mais importante é chamada de Olimpo Mísio, com picos de até 2 500 m perto da cidade de Bursa claramente visíveis de Istambul, a quase 120 km de distância. Seus picos ficam cobertos de neve na maior parte do ano. A extremidade oriental da cadeia segue por mais 160 km, do rio Sakraya (Sangário) até a Paflagônia, fazendo parte do conjunto de montanhas que demarcam o grande platô central da Anatólia. A larga faixa de terra que segue para o oeste até a costa do Bósforo é cheia de colinas e coberta de florestas — Ağaç Denizi, o "Oceano de Árvores" —, mas não é cortada por nenhuma cordilheira. A costa ocidental é recortada por duas baías, a primeira, ao norte, é o Golfo de İzmit (antigo Astacus), que avança entre 65 e 80 quilômetros terra adentro, chegando até a cidade de İzmit (antiga Nicomédia), e é separado do mar Negro por um estreito istmo de apenas 40 km de largura. O segundo é o golfo de Mudania ou Gemlik (golfo de Cius), com 40 km de comprimento. Em sua extremidade está localizada a pequena cidade de Gemlik (antiga Cio), na ponta de um vale que liga a cidade ao lago de Iznik, onde estava antiga cidade de Niceia.
Os principais rios são o rio Sakarya (Sangário), que atravessa a província de norte a sul, o Ríndaco, que a separa da Mísia e o rio Filiyas (Billaeus), que nasce em Aladağ, a 80 km do mar e, depois de atravessar Bolu (antiga Claudiópolis), deságua no Mar Negro perto das ruínas da antiga Tium, a pouco mais de 60 km para o nordeste de Karadeniz Ereğli, a antiga Heracleia Pôntica, um percurso de mais de 160 km. O rio Bartın (Partênio), a fronteira leste da província, é pouco mais do que um riacho.
Os vales na região do Mar Negro são grandes produtores de frutas de todos os tipos enquanto o vale do Sangário e as planícies perto de Bursa e Iznik são férteis e utilizadas para agricultura. Grandes pomares de amoreiras fornecem a seda pela qual Bursa tornou-se famosa ao longo dos séculos e que é produzida na região em escala industrial.

## História

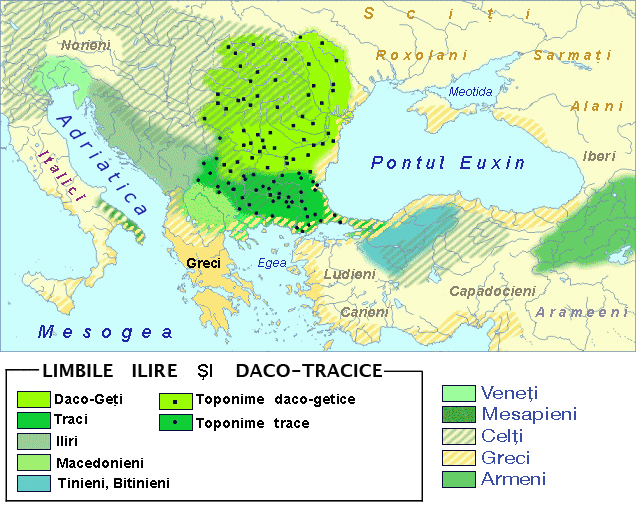
Mapa mostrando diversos povos antigos na região da Anatólia e Trácia entre os séculos V e, incluindo os tínios e os bitínios (em azul turquesa).

De acordo com os autores antigos (Heródoto, Xenofonte, Estrabão e outros), os bitínios eram uma tribo que havia emigrado da Trácia. A existência de um povo chamado tínios lá foi comprovada e é provável que as tribos cognatas dos tínios e dos bitínios tenham se assentado simultaneamente nas regiões vizinhas da Ásia, de onde eles expulsaram ou subjugaram os mísios, caucones e outras tribos menores. Heródoto menciona que ambas as tribos, dos tínios e dos bitínios, coexistiam lado-a-lado, mas, no final, a última acabou se tornando predominante, pois acabou emprestando seu nome à região.
A Bitínia foi incorporada ao Reino da Lídia do rei Creso e, quando ele caiu frente às forças de Ciro, o Grande, em 546 a.C., acabou nas mãos do Império Aquemênida, fazendo parte da satrapia da Frígia.

### Reino da Bitínia
Porém, mesmo antes da conquista da região por Alexandre III da Macedônia, os bitínios parecem ter conseguido sua independência e dois príncipes nativos conseguiram governar a região com sucesso, Bas e Zipoites, este último assumindo o título de rei (basileu) em 297 a.C. Seu filho e sucessor, Nicomedes I, fundou Nicomédia, que rapidamente prosperou, e, durante seu longo reinado (c. 278 a.C. – c. 255 a.C.) e o de seus sucessores, Prúsias I, Prúsias II e Nicomedes II (entre 149 e 91 a.C.), o Reino da Bitínia conquistou um importante espaço entre as pequenas monarquias da Anatólia. Porém, o último rei, Nicomedes IV, não conseguiu se defender de Mitrídates VI e Bitínia foi anexada ao Reino do Ponto. Depois de ser restaurado ao trono pelo senado romano, Nicomedes deixou seu reino como herança para a República Romana em 74 a.C.. As moedas cunhadas por estes reis representam claramente seus retratos, que eram gravados com extrema habilidade no estilo helenístico.

### Província romana
Já como província romana, as fronteiras da Bitínia variaram muito durante a sua história e ela foi frequentemente unida, por motivos administrativos, com a província do Ponto. Esta era a situação na época de Trajano, quando Plínio, o Jovem, foi nomeado governador das províncias reunidas (109-110 – 111-112), uma circunstância que nos deu consideráveis informações sobre a administração provincial romana.
Na reforma de Diocleciano (r. 284–305), a província da Bitínia e Ponto foi novamente dividida em duas províncias separadas pelo rio Sangário, a oeste do qual estava a Província da Bitínia. A leste, a nova província Honória. Ambas estavam subordinadas à Diocese do Ponto, da Prefeitura pretoriana do Oriente. A capital era Nicomédia.
A Bitínia parece ter atraído muita atenção, principalmente por causa de suas estradas e sua posição estratégia entre as fronteiras do Danúbio ao norte e as do Eufrates no sudeste. Para garantir a comunicação com as províncias do oriente, a monumental Ponte do Sangário foi construída por volta de 562 d.C. e tropas frequentemente invernavam em Nicomédia.

#### Sés episcopais
As sés episcopais da província que aparecem no Annuario Pontificio como sés titulares são:
- Bitínia I
  - Apameia na Bitínia (Apameia Mírlea)
  - Apolônia (Abolionte)
  - Basilinópolis
  - Cadóssia
  - Cesareia na Bitínia (perto de Bedenco)
  - Calcedônia
  - Cio
  - Dafnúsia (ilha de Kefken)
  - Dascílio
  - Gordoserba (Gordoservon)
  - Adriana perto do Olimpo (Atrano)
  - Helenópolis na Bitínia
  - Neocesareia na Bitínia (Arnatköy, Armutli)
  - Nicomédia
- Bitínia II
  - Linoë
  - Maximianas (perto de Kumla)
  - Mela
  - Modra (Mela)
  - Niceia

## Bitínios notáveis
- Hiparco de Niceia (século II a.C.), um astrônomo grego que descobriu a precessão, catalogou as estrelas e descobriu como prever a duração das eclipses.
- Teodósio (século II a.C.), astrônomo e matemático grego.
- Antínoo (século II), catamita do imperador romano Adriano.
- Dião Cássio (século II-III), historiador, senador e cônsul romano.
- Arriano (século I-II), historiador.
- Helena de Constantinopla (século III-IV), mãe de Constantino.